# A Bátor, a gyáva kutya epizódjainak listája
Az oldal a Bátor, a gyáva kutya című rajzfilmsorozat epizódjainak sorolja fel.

## Bevezető rész
| Eredeti premier   | Cím                                             | Történet                                                                        |
| ----------------- | ----------------------------------------------- | ------------------------------------------------------------------------------- |
| 1996. február 18. | Az űrbéli csirke (The Chicken From Outer Space) | Egy gonosz űrcsirke megtámadja Bátorék tanyáját és meg akarja őket semmisíteni. |

## Első évad (1999-2000)
| #  | Eredeti premier    | Cím                                                                                      | Történet |
| -- | ------------------ | ---------------------------------------------------------------------------------------- | --- |
| 1  | 1999. november 12. | Egy éjszaka a Katz Motelban (A Night at the Katz Motel)                                  | Bátor és családja vakáció után egy kísérteties motelben száll meg éjszakára, melyet a gonosz Katz vezet. |
| 1  | 1999. november 12. | Anyóka becsinált (Cajun Granny Stew)                                                     | A Vörös róka anyóka becsináltat akar csinálni, ezért elrabolja Murielt. |
| 2  | 1999. november 19. | Bátor árnyéka (The Shadow of Courage)                                                    | Egy rejtélyes halott árnyéka Bátorék otthonában talál menedéket, ezzel megrémítve a ház lakóit. |
| 2  | 1999. november 19. | Dr. Szélhápító, Amnézia szakorvos (Dr. Le Quack, Amnesia Specialist)                     | Muriel amnéziában szenved, ezért Bátor Dr. Szélhápítóhoz, egy szélhámoshoz fordul segítségért, aki orvosnak adja ki magát.                                                                                    |
| 3  | 1999. november 26. | Bátor találkozása a nagylábúval (Courage Meets Bigfoot)                                  | Egy nagylábú nevű szörny tűnik fel Kiesföldön, akivel Bátor hamar összebarátkozik. Azonban Eustace el akarja fogni a szörnyet, mert cserébe jutalmat vár.                                                     |
| 3  | 1999. november 26. | A Forrófejű (Hothead)                                                                    | Eustace részt vesz egy hajnövesztőszer kipróbálásában, de Bátor nemsokára felfedezi, hogy a szernek szörnyű mellékhatása van.                                                                                 |
| 4  | 1999. december 3.  | Matrac krampusz (The Demon in the Mattress)                                              | Muriel rendel egy új matracot, azonban a matracban lakozó démon megszállja Muriel testét. Ez az epizód Az ördögűző című film paródiája.                                                                       |
| 4  | 1999. december 3.  | Fura Fred (Freaky Fred)                                                                  | Muriel unokaöccse, Fred, egy különc borbély látogatóba érkezik és egy „kicsit” megkopasztja Bátort… |
| 5  | 1999. december 17. | Anyák napja (Mother's Day)                                                               | Eustace és Bátor anyák napja alkalmából meglátogatja Eustace mamáját. |
| 5  | 1999. december 17. | A farkasvakond éjszakája (Night of the Weremole)                                         | Murielt megharapja egy „farkasvakond”. Lassan ő is szörnnyé kezd változni, ezért Bátornak ellenszert kell találnia a fertőzésre.                                                                              |
| 6  | 2000. január 14.   | A Kacsafivérek (The Duck Brothers)                                                       | Két űrből érkezett kacsa elrabolja, majd egy elmeirányító készülékkel látja el Murielt, hogy a segítségével megmententsék harmadik testvérüket.                                                               |
| 6  | 2000. január 14.   | Shirley a médium (Shirley the Medium)                                                    | Bátor rálel Eustace halott bátyjának, Horstnak a kincsesládájára. A kulcsot azonban sehol sem találják, ezért elhívják Shirley-t, aki kapcsolatba tud lépni a halottakal.                                     |
| 7  | 2000. január 21.   | Ramses király átka (King Ramses' Curse)                                                  | Bátor talál egy kőtáblát, melyet még egy múmia sírjából loptak el. Eustace kapzsiságból meg akarja tartani a tárgyat, ezért a múmia szelleme ősi átkokat szór a férfira.                                      |
| 7  | 2000. január 21.   | A beteg láb (The Clutching Foot)                                                         | Eustace-nak gombás lába hatalmasra nő, majd öntudatra ébred. Bátort arra kényszeríti, hogy pénzt lopjon, különben összepréseli Murielt.                                                                       |
| 8  | 2000. január 28.   | A kiesföldi púpos (The Hunchback of Nowhere)                                             | Egy alacsony, csúnya, de jószívű púpos Murielék házában talál menedéket. Eustace azonban nem nézi jó szemmel a jövevényt…                                                                                     |
| 8  | 2000. január 28.   | Az istenek libácskák lettek (The Gods Must Be Goosey)                                    | Egy liba isten szerelmes lesz Murielbe és magával akarja vinni a mennyekbe. |
| 9  | 2000. március 2.   | A fekete tócsa királynője (Queen of the Black Puddle)                                    | Egy esős napon különös nő bukkan fel a pocsolyából, akinek Eustace-ra fáj a foga. |
| 9  | 2000. március 2.   | Mindenki rendezni akar (Everyone Wants to Direct)                                        | Benton Tarantella egy híres rendező felkeresi Bátorékat, mert az ő házukban szeretné leforgatni következő sikerfilmjét. Ám Bátor hamar rájön, hogy Tarantella valójában zombi és a forgatás csupán egy ürügy. |
| 10 | 2000. március 9.   | A Hórémember (The Snowman Cometh)                                                        | Bátorék találkoznak egy gonosz hóemberrel, aki nem akar elolvadni, ezért az emberekben található olvadásgátló gént akarja felhasználni.                                                                       |
| 10 | 2000. március 9.   | A bűvös, bájos, elragadó kiskacsa (The Precious, Wonderful, Adorable, Loveable Duckling) | Egy bájos kiskacsa azt hiszi, Eustace a mamája, féltékenységében pedig meg akar szabadulni Murieltől. |
| 11 | 2000. március 16.  | Marhafejek (Heads of Beef)                                                               | Muriel beteg, ezért Bátor és Eustace vacsorázni megy egy étterembe. Az étterem tulajdonosai viszont meglehetősen kétes alakoknak tűnnek…                                                                      |
| 11 | 2000. március 16.  | A Katz klub (Klub Katz)                                                                  | Bátor, Muriel és Eustace egy lakatlan szigeten köt ki. Hamarosan azonban megjelenik Katz… |
| 12 | 2000. március 23.  | Az űrcsirke bosszúja (Revenge of the Chicken from Outer Space)                           | Bátor első ellensége, az űrcsirke visszatér és el akarja lopni Bátor fejét. Az epizód a The Chicken from Outer Space folytatása.                                                                              |
| 12 | 2000. március 23.  | Utazás Kiesföld közepére (Journey to the Center of Nowhere)                              | Kiesföldön nagy szárazság tombol, egy csapatnyi padlizsán pedig meg akarja támadni Bátorékat. |
| 13 | 2000. március 30.  | A Kis Muriel (Little Muriel)                                                             | Murielt felszippantja egy tornádó, ezután három és fél évesen tér vissza. |
| 13 | 2000. március 30.  | A Nagy Fusilli (The Great Fusilli)                                                       | A Nagy Fusilli mobil színpadával Bátorék háza közelében áll meg; a mutatványos célja, hogy Murielt és Eustace-ot bábuvá változtassa.                                                                          |

## Második évad (2000–2001)
| #  | Eredeti premier    | Cím                                                                | Történet |
| -- | ------------------ | ------------------------------------------------------------------ | --- |
| 1  | 2000. október 31.  | A kiesi varázsfa (The Magic Tree of Nowhere)                       | Muriel kap némi fa magvat egy függöny mellé ajándékként, ezeket Bátor elássa és rögtön egy varázsfa nő az elültetett magvak helyén, amely minden kívánságukat teljesíti. Eustace-ot lassan idegesíteni kezdi, hogy a fa minden jóval állatja Murielt és Bátort, így eltervezi, hogy kivágja, ám Bátor ezt nagyban próbálja meghiúsítani. |
| 1  | 2000. október 31.  | Rontó Robot (Robot Randy)                                          | A robotok bolygóján mindenki arra buzdítja egymást, hogy romboljon le valamit, de egyikőjük, Rontó személyisége eltér társaitól és nem tesz eleget az elvárt brutalitásnak, így elküldik őt egy másik világba, hogy meghódítsa azt. Rontó a Föld mellett dönt, és Kiesföldön landolva Murielt, férjét Eustaceot és Bátort kényszermunkára erőlteti. |
| 2  | 2000. november 7.  | Shirley átka (The Curse of Shirley)                                | Egy nap Shirley Bátorék háza előtt kér adományt. Muriel és Bátor bőségesen kiszolgálják, de Eustace mogorván elzavarja, ezért Shirley elátkozza őt egy viharfelhővel, ami állandóan a feje fölött van és megállás nélkül zuhog. Miután az indulatok elszabadulnak Eustace-on a szemüvege elvesztése után, elrabolja Murielt, mivel őt is, mint a többi környezetében lévő tárgyat szörnynek látja. Bátor ezután gyorsan útra indul, hogy megoldást találjon az átok megszüntetésére és ezzel megmentse Murelt. |
| 2  | 2000. november 7.  | Bátor a nagy büdös városban (Courage in the Big Stickin' City)     | Muriel megkapja levelét, ami arról ad tájékoztatást számára, hogy felléphet New Yorkban. A helyszínen egy Bogár nevezetű állat becsalogatja őket a személyzeti bejárón azzal az ajánlattal, hogy ott elhelyezkedhetnek a műsor kezdetéig. Bogár később Bátort egy különös csomag beszerzésével bízza meg, és megfenyegeti, hogy ha nem tér vissza időben, akkor kiereszti az ő rémisztő fenevadját. Bátornak útja közben beleavatkozik a rendőrség.                                                            |
| 3  | 2000. november 14. | Családi vállalkozás (Family Business)                              | A Bagge család arra ébred, hogy egy betörő van a házban, de személyiségi zavarai vannak, így mindenkit olykor máshogy nevez, és a negativitása is mindig változik. A betörő a kedves arculatában megbízza a Bagge családot, hogy együtt családi üzletbe kezdjenek. Első "bulijuk" során elutaznak a Rushmore hegyhez, hogy kibányásszák az egyik fejet, és odategyék a többi 3 közé. Az akciót a rendőrség azonban félbeszakítja.                                                                              |
| 3  | 2000. november 14. | Ezeréves bátorság (1000 Years of Courage)                          | Bátor és családja egy inter-dimenzionális transzmitter féregjáraton át a jövőbe jut, ahol emberek helyett élő banánok népesítik be a Földet. Meg kell találniuk a hazautat anélkül, hogy a banánok rájönnének, ők nem közülük valóak - köztük is a uralkodójuk. |
| 4  | 2001. január 19.   | Bátor találkozása a múmiával (Courage Meets the Mummy)             | Egy egyiptomi felfedező véletlenül kiszabadít egy múmiát a sírjából, aki aztán egyenesen Bátorék felé veszi az irányt, mivel Eustace és Muriel egyik leszármazottja mumifikáltatta őt évezredekkel korábban. Ezért most bosszúra vágyik, Bátornak ki kell találnia gyorsan, hogy rehabilitálják a múmiát. |
| 4  | 2001. január 19.   | A láthatatlan Muriel (Insivible Muriel)                            | Bátor egy különleges követ talál, amit Murielnek ajándékoz. Később kiderül, a kő láthatatlanná teszi a viselőjét, és meg kell találni az ellenszert. |
| 5  | 2001. február 22.  | Ember-ketrec (Human Habitrail)                                     | Egy hörcsög-doktor emberi kísérleti alanyokra vadászik a szépészeti termékeihez. Azzal az ürüggyel, hogy porszívót ad el, elrabolja Murielt és Eustace-t. Bátornak ki kell szabadítani. |
| 5  | 2001. február 22.  | Küldetés a napba (Mission In The Sun)                              | A Nap hamarosan kiég, Bátornak és családjának ki kell cserélnie benne az izzót minél gyorsabban. |
| 6  | 2001. március 16.  | Katz-cukorka (Katz-Candy)                                          | Az évenkénti édesség-versenyen a gonosz Katz mindig csak második díjat szerez, Muriel minden alkalommal legyőzi. Egy zseléscukor-szörnyeteg segítségével Katz elrabolja Murielt, hogy ezúttal ő vihesse el az első díjat, Bátor azonban nem hagyja annyiban a dolgot... |
| 6  | 2001. március 16.  | Bátor légy (Courage of the Fly)                                    | Di Lung léggyé változtatja Bátort, és így kell megmentenie a tanyát egy feléjük közeledő műholdtól. |
| 7  | 2001. április 3.   | Kies Tv (Nowhere Tv)                                               | TV-szerelőnek kiadva magát a veszedelmes Szélhápító hipnotizáló szerkezetet szerel Murielék televíziójába. Arra akarja rávenni Murielt és Eustace-t, lopják el a lottónyereményt a számára. |
| 7  | 2001. április 3.   | Mesés Mega Muriel (Mega Muriel the Magnificent)                    | Bátor számítógépe önálló életre kel, és letölti magát Murielbe, hogy megmutassa, milyen fantasztikus dolgokra képes. |
| 8  | 2001. április 10.  | Hej-haj (Bad Hair Day)                                             | Egy sötét és ellenséges üzletember-csoport elrabolja Murielt, hogy a haj-kísérleteikhez felhasználják a különleges vércsoportját. Eustace és Bátor igyekeznek megmenteni őt, még akkor is, ha a cég egyik nagymenő fejese nem más, mint Eustace tulajdon édesanyja. |
| 8  | 2001. április 10.  | A betiltott aranysapka (Forbidden Hat of Gold)                     | Mesés kincs nyomára lel Eustace - egy aranyból készült sapkára. El is indul a keresésére Muriellel és Bátorral. Amit azonban nem tud, hogy a sapkát egy egész szerzetesrend őrzi, mert átok ül rajta. |
| 9  | 2001. április 17.  | A gonosz folyó kígyója (Serpent of Evil River)                     | Muriel-ék hajókirándulásra mennek, de pórul járnak. Később megismerkednek az operakedvelő Carmennal a tengeri kígyóval. |
| 9  | 2001. április 17.  | Az átültetés (The Transplant)                                      | Eustace egy csontbeültetéstől hatalmas óriás kenguruszörnnyé változik át. Az egyetlen dolog, ami legyőzhetné, egy másik kenguru-szörny. Bátornak is azzá kell válnia, hogy megmenthesse Murielt. |
| 10 | 2001. október 26.  | Kocsi lerobbant, telefon igen (Car Broke, Phone Yes)               | Különös lény érkezik a kiesföldi tanyára - minden bizonnyal egy földönkívüli. Muriel kedvességére fáj a foga, amit vezetőjének, egy félelmetes kinézetű agynak akar átadni. |
| 10 | 2001. október 26.  | Cowboy Bátorság (Cowboy Courage)                                   | Muriel cowboytörténetet mesél Bátornak aki elalszik és beleéli magát a történetbe. Bátor a seriff és Eustace a bandita. |
| 11 | 2001. november 2.  | Az ármányos ormányosbogár (Evil Weevil)                            | Hazafelé Eustace elgázol egy ormányosbogarat a teherautójával, akit aztán meghívnak magukhoz vacsorára. A bogár azt állítja, azért él, hogy szolgáljon, azt azonban elfelejtette mondani, hogy nem csak zöldségekkel táplálkozik. Bátornak meg kell küzdenie a bogárral, hogy megmentse Murielt. |
| 11 | 2001. november 2.  | A McFélemlít Fantom (McPhearson Phantom)                           | Sötét árny jelenik meg a farmon, minek következtében Eustace és Muriel házassága vészesen megromlik. Bátornak újra össze kell hoznia őket, hogy legyőzhesse a fantomot. |
| 12 | 2001. november 9.  | A panaszos ház (The House of Discontent)                           | Az Aratók Holdjának szelleme haraggal tekint le a kiesföldi tanyára - Eustace hiába földműves, semmit nem tud termelni, így semmit nem tud felajánlani az Aratók Holdjának. Kísérteties események, balesetek után végül a család szembekerül a szellemmel, aki összesen 10 percet ad nekik, hogy növesszenek valamit... |
| 12 | 2001. november 9.  | A homoki bálna lecsap (The Sand Whale Strikes)                     | Eustace egyik rokona ellopta a félelmetes homoki bálna tangóharmonikáját, ezért a bálna bekapja Eustace-t. Az édesanyja és Bátor együtt indulnak, hogy levadásszák a lényt. |
| 13 | 2001. november 16. | Zalost Doktor Tornya (The Tower of Dr Zalost) (Húsz perces epizód) | Kiesföldjét megtámadja egy póklábas-lánctalpas óriási torony, boldogtalanná tevő ágyúgolyókkal, az élet szó szerint megáll az egész vidéken. A torony gazdája, a megkeseredett Dr. Zalost mindenkit boldogtalanná akar tenni, saját keserűsége folytán, ez történik Muriellel is. Egyedül Bátor segíthet megmenteni Murielt és egész Kiesföldjét. |

## Harmadik évad (2002)
| #  | Eredeti premier    | Cím                                                            | Történet |
| -- | ------------------ | -------------------------------------------------------------- | --- |
| 1  | 2002. Január 12.   | Muriel találkozik szakasztott másával (Muriel Meets Her Match) | Különös vendégek érkeznek a farmra. Egy öreg nő, aki szakasztott mása Murielnek, valamint egy csuklóból levágott kéz. Mindketten bűnözők, a rendőrség azonban az igazi Murielt okolja.                                                                                 |
| 1  | 2002. Január 12.   | Bátor harca a bátor géppel (Courage vs. Mecha-Courage)         | Bátornak össze kell mérnie tudását és hasznosságát egy fiú robotkutyájával. Melyiküket kedvelik meg majd jobban? |
| 2  | 2002. Február 8.   | A félelem tábora (Campsite of Terror)                          | Muriel, Eustace és Bátor kempingezni mennek, de 2 haragos mosómedvével futnak össze. |
| 2  | 2002. Február 8.   | Record mennyiség (Record Deal)                                 | Shirley, a médium elővigyázatlanul elhajít egy átkozott bakelitlemezt, melyen Velvet Vic énekel. Bárki játssza is le, Velvet Vic kiszabadul, és az áldozat kerül csapdába a lemezen. Muriel-re is ez a sors vár, ha Bátor nem talál ki valamit.                        |
| 3  | 2002. Március 15.  | Viharos idő (Stormy Weather)                                   | Egy vihar-istennő azt hiszi, Bátor az ő régi elveszett kutyája, és képes bármire hogy elvegye őt Murieltől. Bátornak nincs más választása, meg kell találnia a valódi elveszett kutyut.                                                                                |
| 3  | 2002. Március 15.  | Az álommanó elalszik (The Sandman Sleeps)                      | Az álommanó (Sandman), aki az álmot hozza az emberekre, ő maga képtelen elaludni. Elhatározza hát, hogy megfoszt egy embert az ő alvókájától, és ez éppen Muriel. |
| 4  | 2002. Június 7.    | Hard Drive Bátor (Hard Drive Courage)                          | Bátor számítógépe vírusos lesz, azonban ez nem szokványos komputervírus. Egészen szokatlan módszerrel lehetne csak eltávolítani. |
| 4  | 2002. Június 7.    | A valkűrök lovaglása (The Ride of the Valkyries)               | Három valkűr elrabolja Murielt, hogy segítsen nekik a trollok elleni harcban. Bátornak ki kell találnia, hogyan segíthetne mindenkin. |
| 5  | 2002. Június 14.   | Búvár-bubi-bú (Scuba Scuba Doo)                                | Bátor és Muriel búvárkodnak és felfedezik a vízalatti lakosokat. Eustace anyja a korallokat ledózerolná és a parókáihoz használná fel. |
| 5  | 2002. Június 14.   | A szennyező szenyó (Conway the Contaminationist)               | Repülőgép zuhan le a farm mellett. Utasa egy visszataszító külsejű alak, aki Conwayként, a szennyezőként mutatkozik be, és elárulja, a hosszú és jobb élet titka a mocsok. Muriel és Eustace pedig hisznek neki.                                                       |
| 6  | 2002. Június 21.   | Katz a tenger alatt (Katz Under the Sea)                       | Muriel és Bátor egy tengeralattjárón nyaralnak, de túl későn veszik észre, hogy régi ellenségük Katz a kapitány. |
| 6  | 2002. Június 21.   | A gonoszkodó függöny (Curtain of Cruelty)                      | Rejtélyes kék energiafüggöny süvít végig Kiesföldjén, és gonosszá változtat mindenkit, akin átsuhan. Egyetlen ellenszere Murielnél van, ám ő is gonosszá változik. |
| 7  | 2002. Június 28.   | Kecskebéka ünnep (Feast of the Bullfrogs)                      | Kiszárad a kecskebékák tava, elindulnak hát vízbő vidéket keresni. Rátámadnak a farmra, elfoglalják, és mindennek tetejébe békává akarják változtatni Murielt és Eustache-t.                                                                                           |
| 7  | 2002. Június 28.   | A tulipán kukac (Tulip's Worm)                                 | Óriás homokféreg jelenik meg Kiesföldjén, mely meglepően vonzódik a tubamuzsikához. Hamarosan idegen megszállók is érkeznek űrhajóval, akik éppen őt keresik. Miután a homokféreg lenyelte Murielt, Bátornak nincs más választása mint segíteni az idegeneknek.        |
| 8  | 2002. Július 5.    | Kettesben a Louvre-ban (So In Louvre Are We Two)               | Muriel és Eustache a Louvre-ban tesznek látogatást éppen zárás előtt. A műalkotások, megunván fogságukat, őket akarják a helyükbe állítani. |
| 8  | 2002. Július 5.    | A madárijesztő éjszakája (Night of the Scarecrow)              | Eustace-ék eltévednek a kukoricásban, majd rájuk zuhan egy madárijesztő. Muriel segít felépülni neki, hálából a testőre lesz, de nem fél tőle senki. Elhatározza, hogy erősebb és félelmetesebb madárijesztő lesz.                                                     |
| 9  | 2002. Július 12.   | Mondó a mágus (Mondo Magic)                                    | A farmra egy Mondo nevű mágus látogat el, és bűvésztrükkökkel mulattatja Murielékat. Bátor későn döbben rá, hogy ez jóval több, mint puszta szemfényvesztés. Mondo feleséget akar...és az idő fogy.                                                                    |
| 9  | 2002. Július 12.   | Madárlesen (Watch the Birdies)                                 | Murielék tőszomszédságában óriási keselyű fészkel. El kell repülnie valahová, így Murielt "kéri meg" hogy vigyázzon a fiókáira, különben... |
| 10 | 2002. Július 19.   | Hal a zavarosban (Fishy Business)                              | Egy hal kopogtat be Muriel ajtaján, hogy javasolja, "visszatérjenek oda ahonnan jöttek" - azaz a vízbe. Ezek a halak gyűlölik a felszínlakókat, és újra halakká akarják változtatni őket. Bátornak segítenie kell.                                                     |
| 10 | 2002. Július 19.   | Undok ronda rémségek (Angry Nasty People)                      | A korábban csúfosan leszerepelt Benton Tarantella újra próbálkozik: "Undok, ronda emberek" címmel műsort készít, és Eustache hajlamait felhasználva rettenetes teremtményt alkot. A műsor tétje nem más, minthogy minél nagyobb szemétséget elkövetni valaki rovására. |
| 11 | 2002. Július 26.   | Rombol a kupola (Dome of Doom)                                 | Muriel különös növénymagokat kap ajándékba - valamint egy keltető-dómot a háza köré. A gondok akkor kezdődnek, mikor a növények kikelnek, és nem éppen barátságosak.                                                                                                   |
| 11 | 2002. Július 26.   | A hóember bosszúja ( Snowman's Revenge)                        | Az Északi-sark folyamatosan olvad, a Hórémember Murielék háza felé veszi az irányt, hogy fagyasztó-ujjával létrehozza a Nyugati Sarkot. Bátornak sürgősen tennie kell valamit.                                                                                         |
| 12 | 2002. Augusztus 2. | A foltozó klub (The Quilt Club)                                | Egy rövidáru-üzletben különös felhívás vonja magára Muriel figyelmét: Lépj be a foltozó-klubba! Murielnek rögeszméjévé válik, hogy bekerüljön, Bátor pedig igyekszik megakadályozni. Tudja jól, az a különös tekercs eltüntet minden embert, aki rákerül.              |
| 12 | 2002. Augusztus 2. | Szélhámos szél (Swindlin' Wind)                                | Eustache átveri Shirley-t a kirakodóvásáron egy olajszámlával. Shirley megátkozza hát őket, hogy folyamatosan becsapják a másikat. |
| 13 | 2002. Augusztus 9. | Flan, a Flanok királya (King of Flan)                          | A "Flán" nevű csodaétel függőséget okoz annak, aki csak megkóstolja. Bátornak tennie kell valamit! |
| 13 | 2002. Augusztus 9. | Bátor a vulkán alatt (Courage Under the Volcano)               | Eustace, Muriel, és a Bátor lezuhannak egy szigeten. Az ott élő nép törzsfőnöke üdvözli őket, később Murielt fel akarják áldozni a vulkán istennek. |

## Negyedik évad (2002)
| #  | Eredeti premier      | Cím                                                        | Történet |
| -- | -------------------- | ---------------------------------------------------------- | --- |
| 1  | 2002. Szeptember 6.  | Hódmese (A Beaver's Tale)                                  | Egész Kiesföldjét elárasztja a víz. Bátoré a feladat, hogy kiderítse mi az oka ennek. |
| 1  | 2002. Szeptember 6.  | A diótöró (The Nutracker)                                  | Murielék a szeméttelepre mennek guberálni és turkálás közben opera-kedvelő patkányokkal találkoznak, akik nem veszik jó néven a hívatlan vendégeket. |
| 2  | 2002. Szeptember 13. | Sejbaj skót rakott (Rumpledkiltskin)                       | Muriel családi skótkockás plédjének receptjét meg akarja szerezni egy mogorva skót. Elrabolja Murielt és munkára kényszeríti, amíg valaki ki nem találja a nevét. |
| 2  | 2002. Szeptember 13. | Szomszédolás (Housecalls)                                  | Kiesföldjén, egyedül él Orbison doktor, aki nagyon szeretne szomszédokat, ezért egy varázsdallal magához hívja Bátorék házát. Azonban a saját düledező, romos háza ettől roppant féltékeny lesz. |
| 3  | 2002. Szeptember 20. | Szélhápító léghajója (Le Quack Balloon)                    | Muriel-t csellel ráveszi Szélhápító a kacsa, hogy szálljon be vele a léghajójába, és lopjon pénzt a kincstárból. |
| 3  | 2002. Szeptember 20. | A szélmalom harcos vandálok (Windmill Vandals)             | A farmon működő szélmalom elromlik és rögtön megjelenik 4 lovas vandál. Kiderül, hogy a szerkezet lapátjaiba mitikus jelek vannak belevésve. Bátor kideríti, hogy a tanya első tulajdonosa készítette a malmot és a vandálok elriasztására használta fel a jeleket, de ez csak akkor lehetséges ha a szélmalom működik. |
| 4  | 2002. Szeptember 27. | A szokatlan influenza (The Uncommon Cold)                  | Muriel influenzás lesz. Később kiderül, hogy egy csigacsapat küldte a betegséget Murielra akiket egy kígyó rabszolgasorsban tart. Bátoron a feladat, hogy szeretett gazdáját és a csigákat is megmentse. |
| 4  | 2002. Szeptember 27. | Gazda hajsza (Farmer-Hunter, Farmer-Hunted)                | Kezdődik a vadászidény és Eustace is elindul, hogy elejtsen egy szarvast, de a kiszemelt vad is felveszi a kesztyűt. |
| 5  | 2002. Október 14.    | A mocsári szörny menyasszonya (Bride of Swamp Monster)     | Eustace vesz egy medált Murielnek, de a hazafelé beleesik egy mocsárba. Az mocsár fenekén lakó szörny meglátva a medálban lévő képet Murielről azt hiszi ő a menyasszonya és elindul a keresésére. |
| 5  | 2002. Október 14.    | Kecskekín (Goat Pain)                                      | Murielnek nagy fájdalmai vannak és ennek csak a Kies-hegy tetején lévő forrás vethet véget, viszont a tó kiszáradt és egy haragos kecske elüldöz mindenkit aki csak jár. |
| 6  | 2002. Október 11.    | Muriel felrobban (Muriel Blows Up)                         | Muriel kertjében felrobban egy radioaktív kísérleti bomba. Másnap kikel egy nagy répa ami állandóan nő. Muriel miután elfogyasztja a termést ő is elkezd nőni. Kiderül, hogy aki megeszi a radioaktív anyagot addig nő míg fel nem robban.                                                                              |
| 6  | 2002. Október 11.    | Bátor kivágott képe (Profiles in Courage)                  | Bátorék a helyi vásárba egy papíralakokat készítő művésztől ajándékba kapnak 2 életnagyságú alakot magukról papírból. Azonban a kivágott alakok megelevenednek és kiszívják Murielből és Eustace-ból az életet. |
| 7  | 2002. Október 18.    | Az álarc (The Mask)                                        | A farmra egy maszkos idegen érkezik aki láthatóan utálja a kutyákat. Bátor kideríti, hogy az álarcos egyén egy macska és azért utálja a kutyákat, mert barátnőjét Nyuszkót egy kutya tartja fogságban. Bátorra vár ismét a feladat, hogy megmentse a macska barátját a fogságból.                                       |
| 7  | 2002. Október 18.    |                                                            | |
| 8  | 2002. Október 25.    | Lapuló tigris, kucorgó kutya (Squatting Tiger, Hidden Dog) | Bátorék Kínában kirándulnak mikor Murielt elrabolják, hogy kicsontozzák őt, így a gonosz császárnő visszanyerheti mágikus erejét. |
| 8  | 2002. Október 25.    | A megnémult Muriel (Muted Murie)                           | Eustace állandóan elégedetlen Muriellel, így a nő megfogadja, hogy soha többé nem szólal meg. |
| 9  | 2002. Október 25.    | Igazi vízi gazda (Aqua Farmer)                             | A víziparádén Eustace kihívja a paréd sztárdelfinjét egy úszóversenyre ahol persze csúfosan veszít, de visszavágót követel. A tét nagy: ha Eustace újra veszít Muriel lesz a delfin menyasszonya. |
| 9  | 2002. Október 25.    | A sárkány eledele (Food of the Dragon)                     | A tanyát megtámadja egy sárkány és Eustace-ot felfalja, viszont a többieket nem tudja mert felmásznak a szélmalomra. A sárkány kesereg, hogy nem tud repülni és nem tudja megenni őket. Bátor rászánja magát és megtanítja a repülésre.                                                                                 |
| 10 | 2002. November 1.    | Az utolsó csillaggyártó (The Last of the Starmakers)       | A tanyára téved egy csillaggyártó tintahal. Ő az utolsó példány és Eustace persze ebben is pénzszerzési lehetőséget lát, így kihívja a katonaságot aki vizsgálatok céljából elkerítik a tintahalat. |
| 10 | 2002. November 1.    | Az űrbaromfi (Son of the Chicken from Outer Space)         | Bátor első ellenségének az űrcsirkének a fiai a Földre jönnek, hogy megbosszulják apjukat amiért Bátor úgy elbánt vele. |
| 11 | 2002. November 8.    | Bátorságkúra (Courageous Cure)                             | Egy idegen faj betegséggel küzd. Murielt és Eustace-ot elrabolva majd rajtuk kísérletezve akarják kifejleszteni az ellenszert. |
| 11 | 2002. November 8.    | Bosszú labda (Ball of Revenge)                             | Eustace összehívja Bátor régi ellenségeit, hogy bosszút állhassanak sérelmeikért. |
| 12 | 2002. November 15.   | Bátorkabaré (Cabaret Courage)                              | A városban járva Murielék beleesnek a csatornába, majd egy kabarészínpadon találják magukat. Egy megkeseredett előadó arra kényszeríti őket, hogy mulattassák őt vagy a gyomorsavában találják magukat. |
| 12 | 2002. November 15.   | A könyvtáros nő haragja (Wrath of the Librarian)           | Bátornak egy könyvet rég vissza kellett volna vinnie a könyvtárba. A késedelmi díjat nem tudja megfizetni, így a könyvtáros a könyv történetét és szereplőit mágiával Murielre és Eustace-ra ereszti |
| 13 | 2002. November 22.,  | Emlékezés Bátor múltjára (Remembrance of Courage Past)     | Bátor meglát a tejes dobozon egy elveszett kutyákról szóló hirdetést és eszébe jut mi történt a családjával. |
| 13 | 2002. November 22.,  | Tökély (Perfect)                                           | Bátor mindent elront, így megjelenik egy öreg tanárnő, aki tökéletesre akarja formálni a kutyát. De vajon létezik-e olyan hogy tökéletes? |

## Különkiadás
| # | Eredeti premier   | Cím                | Történet |
| - | ----------------- | ------------------ | --- |
| - | 2014. Október 31. | The Fog of Courage | Amikor Bátor kiás egy amulettet a földből, rögtön kísérteties köd jelenik meg. Eustace szokásához híven magának akarja az értékes tárgyat, de a Köd Szelleme mindent elkövet, hogy visszaszerezhesse a medált. |